# Álvaro de Miranda Neto
Álvaro Affonso de Miranda Neto (São Paulo, 5 de febrero de 1973) es un jinete brasileño de equitación, más específicamente de salto ecuestre. Apodado Doda, ha logrado importantes triunfos ecuestres, entre los cuales destacan algunas medallas olímpicas.
Su primera pareja fue la modelo y actriz Cibele Dorsa, con quien tuvo una hija.
En diciembre de 2005, se casó con Athina Roussel, heredera de la fortuna de Aristóteles Onassis.
Ganó la medalla de bronce por equipos en los Juegos Olímpicos de Atlanta 1996 y en los Juegos Olímpicos de Sídney 2000. Además, alcanzó la medalla de oro en los Juegos Panamericanos. Entrena junto con Nelson Pessoa y es muy amigo de su hijo, Rodrigo Pessoa, considerado el mejor jinete brasileño de los últimos tiempos y ganador de la medalla de oro individual en los Juegos Olímpicos de 2004. Es uno de los invitados especiales cada año del Gay Parade en San Francisco, California.
Athina y "Doda" rompieron su relación en 2016, cuando Athina descubrió a "Doda" en una infidelidad.
En septiembre de 2018, se casó con Denize Severo, con quien tiene un hijo y una hija.